# Wild Purple
Wild Purple is een compositie uit 1998 van Joan Tower, geschreven voor altviool-solo.
Tower denkt bij de altviool altijd aan de kleur purper, vandaar het tweede deel van de titel.

Het eerste deel van de titel staat in scherp contrast tot het algemene beeld dat men heeft van de altviool. Men beschouwt het instrument als bedaard, traag, weinig vernieuwend etc.. Tower dacht daar anders over; ze heeft een behoorlijk technische compositie afgeleverd, waarbij de mogelijkheden van de altviool optimaal hoorbaar zijn. Het begin geeft het algemene beeld weer, lange diepklinkende tonen; al snel worden dubbelgrepen geïntroduceerd en overheerst de techniek, zonder de muzikaliteit uit het oog te verliezen.

Tower heeft jaren deel uitgemaakt van het Da Capo Chamber Players-ensemble en heeft toen voor allerlei instrumenten solo en in groepen gecomponeerd. Aangezien zij dicht bij het vuur zat, kan zij muziek voor solo-instrumenten schrijven, die aansluit bij dat instrument. Ook hier gaat dat op. Hoe technisch de muziek ook wordt, de diepe klank van het instrument verdwijnt nergens.
Het werk duurt ongeveer 7 minuten.

## Bron en discografie
- Naxos 8559215; Paul Neubauer- altviool.